# Причини Голодомору
Причини Голодомору — предмет наукових і політичних дискусій. Деякі історики висловлюють припущення, що голод був негаданим наслідком економічних проблем, пов'язаних із докорінними змінами в господарюванні, впровадженими у період радянської індустріалізації і не був спланований саме тільки проти українського населення. Інші стверджують, що радянська політика, яка спричинила голод, була продуманим наступом на український націоналізм, або в ширшому сенсі, на всіх селян з метою відвернути бунти. Дехто гадає, що голод може підпадати під правове визначення геноциду.

## Науковий дискурс
За словами Саймона Паясляна, попередній консенсус науковців класифікує радянський голод (принаймні в Україні) як геноцид, тоді як Джон Арчібальд Гетті стверджує, що консенсус науковців класифікує Голодомор як політичну помилку, яка вплинула на багато націй, а не на якусь одну чи окремі як план геноциду.  Вчені кажуть, що це залишається важливою проблемою в сучасній політиці, і сперечаються, чи радянська політика підпадатиме під юридичне визначення геноциду. Кілька вчених не вважали, що голод був актом геноциду проти українського чи якогось іншого народів, у тому числі Стівен Віткрофт, Роберт Вільям Девіс і Марк Таугер. Гетті каже, що «переважна думка серед вчених, які працюють над новими архівами [...] полягає в тому, що жахливий голод 1930-х років був результатом сталінської хитрості та жорсткості, а не якогось плану геноциду». Віткрофт каже, що політика радянського уряду під час голоду була злочинною діяльністю шахрайства та ненавмисного вбивства, хоча й не відвертого вбивства чи геноциду.

## Передумови
У 1930-ті роки Радянським Союзом правив Йосип Сталін, який агресивним економічним плануванням силкувався докорінно змінити радянське суспільство. Як вождь СРСР він вибудував масивну бюрократію, яка несла відповідальність за мільйони смертей унаслідок репресивної політики. Будучи керівником Радянського Союзу, Сталін часто використовував свої каральні органи, в'язниці та майже необмежену владу, щоб переродити радянське суспільство.
У 1929—1932 роках розгорнулася кампанія політичних репресій, включаючи арешти, депортації і розстріли заможних селян та їхніх сімей. Багатих селян назвали «куркулями» та «підкуркульниками» і зарахували до «класових ворогів». Понад 1,8 мільйона селян у 1930–1931 роках було депортовано. Заявленою метою кампанії було побороти контрреволюцію і побудувати соціалізм на селі. Цю політику здійснювали одночасно з колективізацією, і вона дала змогу охопити державним управлінням усе сільське господарство в Радянському Союзі.
27 грудня 1929 Сталін оголосив про «ліквідацію куркульства як класу». Це рішення оформилося в резолюцію від 30 січня 1930 «Про заходи щодо ліквідації куркульських господарств у районах суцільної колективізації». Куркулів було розділено на три категорії: ті, яких буде розстріляно або ув'язнено за рішеннями місцевих органів політичної спецслужби; ті, яких належало після конфіскації їхнього майна заслати в Сибір, на Північ, Урал або в Казахстан; та ті, кого слід було виселити зі своїх домівок і використовувати у трудових колоніях у межах своїх районів.
Поєднання ліквідації куркульства, колективізації та інших заходів репресивної політики спричинилося до масового голоду в багатьох частинах Радянської України і загибелі, щонайменше, 7—10 мільйонів селян у 1930–1937 рр.

### Плани реквізицій
Такі джерела, як «Британська енциклопедія» твердять, що для голоду в Україні не було ніяких природних передумов і що радянська влада встановила для України надзвичайно високі норми. Голод породили акції реквізиції продовольства, які проводили радянські органи влади. Урядові плани централізованого збору зерна в Україні було знижено на 18,1 % відносно плану 1931 року. Від колгоспів очікували заготівлі 132 750 тонн збіжжя — кількість, яку було надано навесні 1932 року у вигляді допомоги. Було ухвалено план хлібозаготівель на липень 1932 року в розмірі 19,5 млн пудів. Фактичний стан заготівель був катастрофічним, і під 31 липня було зібрано всього 3 мільйони пудів (проти 21 млн у 1931 році). Загальна кількість зерна, зібраного на 5 лютого 1933 року, становила лише 255 млн пудів (порівняно з 440 млн пудів 1931 року).

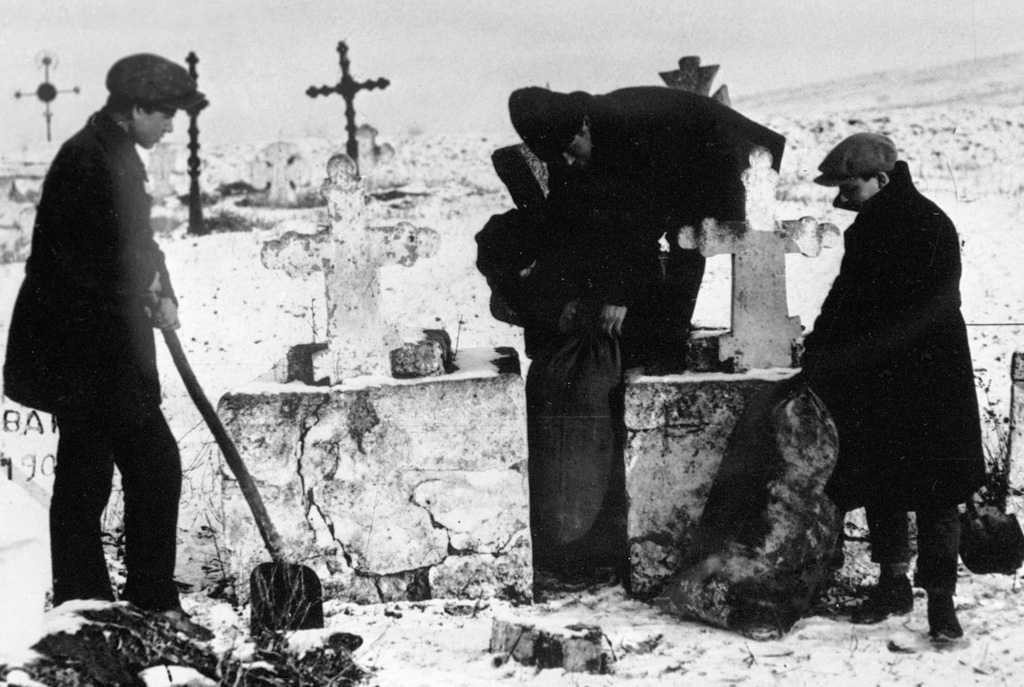
Комсомольці відбирають зерно, сховане селянами.

1930 року Україна забезпечувала 27 % всесоюзного обсягу врожаю і при цьому 38 % його поставок. У 1931 році частка поставок зросла до 42 %. Тим часом, ужинок України впав із 23,9 млн тонн до 18,3, але план у 7,7 млн тонн залишився незмінним — зібрано ж було 7 млн т. 1932 року знову вимагалося 7,7 млн т, норму було скорочено до 6,6, але зібрали лише 4,7.

### Збір колосків поза законом
Таке явище, як підбір залишених на хліборобських нивах колосків після завершення жнив або на ділянках, де жати урожай економічно не вигідно, заохочували деякі стародавні культури, вбачаючи в цьому таку собі ранню форму системи соціального забезпечення. Зате в СРСР люди, які підбирали і роздавали залишене на полях, ризикували постати перед судом, адже «закон про п'ять колосків» оголошував таке діяння протизаконним під страхом смертної кари або десятьох років примусових робіт у винятково тяжких умовах.
Деякі джерела засвідчують, що було кілька законодавчих актів, прийнятих для того, щоб посилити голодування в Українській РСР. 7 серпня 1932 року Радянський уряд ухвалив закон «Про збереження соціалістичної власності», який за будь-яке розкрадання соціалістичної власності накладав покарання, починаючи від десятьох років тюремного ув'язнення і аж до смертної кари. Сталін особисто приписав застереження: «Людей, які зазіхають на соціалістичну власність, слід вважати ворогами народу». За цим законом за перші п'ять місяців після його ухвалення було ув'язнено 54 645 людей, а 2 110 засуджено до смертної кари. Початкова редакція указу «Про боротьбу зі спекуляцією», ухвалена 22 серпня 1932, призвела до повсюдних ситуацій, коли за такі незначні дії, як обмін тютюну на хліб, складалися акти як за правопорушення, яке карається 5 роками позбавлення волі. Після 1934 року на вимогу НКВС покарання за незначні проступки було обмежено штрафом у розмірі 500 рублів або трьома місяцями виправних робіт.
Такий закон поширювався навіть на найменше привласнення зерна селянами для особистих потреб. Трохи більше ніж через місяць закон було переглянуто, оскільки протоколи Політбюро засвідчили, що початковий указ від 16 вересня 1932 було згодом змінено таємними рішеннями. Політбюро схвалило міру покарання, яка конкретно звільняла дрібне розкрадання соціалістичної власності від смертної кари, заявляючи, що «засудженими до страти без суду і слідства будуть організації і угруповання, які руйнують державну, суспільну і кооперативну власність в організований спосіб шляхом підпалу, підриву і масового знищення майна», та перелічило низку випадків, у яких куркулі, колишні торговці та інші соціально чужі елементи будуть заслуговувати на смертну кару. «Трудящі селяни-одноосібники і колгоспники», які вкрали колгоспне майно та зерно, будуть засуджені на десять років, смертна кара буде застосовуватися тільки за систематичне розкрадання зерна, цукрових буряків, тварин тощо."
Радянські очікування урожаю зерна 1932 року були завищеними через небувалий урожай України в попередньому році, який радянська влада розцінила як норму. Та коли з'ясувалося, що поставки зерна в 1932 році не виправдали очікування уряду, знижений обсяг сільськогосподарського виробництва було спершу списано на «куркулів», потім на агентів і шпигунів іноземних спецслужб, «націоналістів», «петлюрівців», а з 1937 року — на троцькістів. Згідно з доповіддю голови Верховного суду від 15 січня 1933, відповідно до положень указу від 7 серпня було засуджено аж 103 000 осіб (понад 14 тисяч в Українській РСР). Зі 79 000 засуджених, чиї вироки були відомі Верховному суду, 4 880 були скарані на смерть, 26 086 — на десять років позбавлення волі, і 48 094 засуджено до інших покарань.
8 листопада Молотов і Сталін видали розпорядження, де заявлялося, що «від сьогодні відправлення товарів на села» всіх областей України «припиняється, доки колгоспи і одноосібники не почнуть чесно і сумлінно виконувати свій обов'язок перед робітничим класом і Червоною Армією поставляти зерно».
24 листопада Політбюро розпорядилося вислати у трудові табори всіх засуджених в Україні до трьох або більше років ув'язнення. Це також спрощувало процедуру підтвердження смертних вироків в Україні. Політбюро також направило в Україну на шість місяців Балицького з повними повноваженнями ОДПУ.

### Система чорних дощок
У грудні 1932 року Радянський Союз вдався до практики спеціальних санкцій та блокади підрозділами НКВС, що призвело до повного винищення голодом деяких сіл і районів. Окремі села і колгоспи, які вважалися «відстаючими» у хлібозаготівлях, було занесено на «чорну дошку», що ставило їх у надто суворі умови: «негайне припинення постачання товарів, повне зупинення кооперативної та державної торгівлі в селах, а також вилучення всіх наявних товарів з кооперативних і державних крамниць. Повна заборона колгоспної торгівлі як для колгоспів і колгоспників, так і для приватних землеробів. Припинення будь-якого кредитування і вимога дострокового погашення кредиту та інших фінансових зобов'язань.» Спочатку такі санкції застосували тільки до шістьох сіл, але пізніше їх було застосовано до численних сільських поселень і районів. Для селян, які не були членами колгоспів і які «відставали» у хлібозаготівлях, було вжито спеціальних заходів. Щоб селяни досягали норми хлібозаготівель, було організовано 1 100 бригад, які складалися з активістів, часто із сусідніх сіл, які або вже виконали свій план хлібозаготівель або були близькі до його реалізації.
Позаяк більшість товарів, що поставлялися в сільські райони, були промисловими (тканини, сірники, паливо), а іноді селяни отримували їх із сусідніх міст або на залізничних станціях, села залишалися під санкціями надовго — за приклад може правити згадуване у постанові РНК УСРР і ЦК КП(б)У від 6 грудня 1932 року село Кам'яні Потоки, яке зняли з чорної дошки 17 жовтня 1933 року за те, що його жителі достроково виконали план хлібоздачі. Після січня 1933 систему чорних дощок дещо змінили: 100 % виконання плану більше було не потрібно. Згадувані в постанові від 6 грудня села Лютенька і Гаврилівка було видалено з цього чорного списку після того, як вони виконали план на 88 % і 70 % відповідно.
Було вжито заходів для переслідування тих, які приховували збіжжя або приторговували ним. Часто це робили реквізиційні загони (продзагони), які з метою збору зерна чинили нальоти на землеробські господарства, незважаючи на те, чи у селян залишилося достатньо зерна, щоб себе прогодувати та чи досить насіння на засів під наступний урожай.

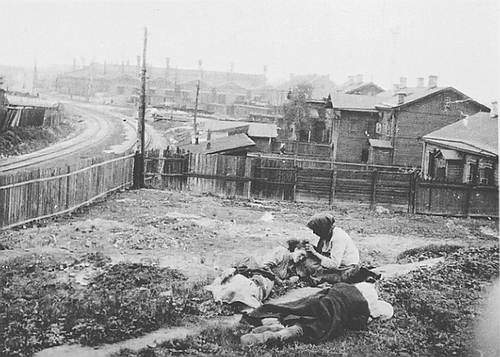

### Конфіскація всіх продуктів харчування
Основною причиною Голодомору була спланована конфіскація в селян зернових та всіх інших продуктів харчування, включаючи малопридатні та непридатні до споживання сурогати їжі. Не всі селяни гинули від голоду, коли заготівельники викачували весь хліб, оскільки в навіть в найбідніших селянських господарствах залишалися інші продукти харчування. Картина змінилася, коли держава вдалася до конфіскації продуктів харчування у всіх «боржників», тобто влада здійснила щодо «боржників» терор голодом. Саме конфіскація всього продовольства спричинила переростання голоду в голодомор.

### Обмеження свободи пересування
Деякі джерела твердять, що кордони Української РСР було перекрито силами НКВС та армії, щоб завадити поїздкам потерпілих від голоду селян на території, де їжа була доступнішою. Деякі дослідники вважають, що ці заходи поширювалися і на міські райони у межах Української РСР. Під час першої п'ятирічки однією з причин росту міського населення був переїзд більш ніж 10 мільйонів селян у міста. Кількість отримувачів харчових пайків збільшилася з 25 мільйонів у 1930 році до 40 мільйонів у 1932 році, виробництво продуктів харчування знизилося, а міські запаси продовольства різко впали. Запаси відставали від потреб у харчах. Запустіння у промисловості укупі зі втечами селян із колгоспів призвело до руху по всій країні мільйонів людей. У відповідь влада наприкінці 1932 року поновила царську практику внутрішніх паспортів.
Щоб перешкодити масовому відтоку селян з охоплених голодом областей, по всьому Радянському Союзу підрозділи ОДПУ створили спеціальні загородження. Тільки за один місяць 1933 року було або перехоплено і супроводжено назад, або заарештовано і засуджено 219 460 осіб. В Україні ці заходи, згідно з розсекреченими документами, мали такі результати: За 11 днів (23 січня — 2 лютого) після постанови від 22 січня було перехоплено 3 861 особу, з яких 340 було заарештовано «для подальшого упізнання». За той самий період у поїздах і на залізничних станціях по всій території України було перехоплено 16 773 людини (907 із них не жило в Україні); з них 1 610 душ було заарештовано. Ці цифри включали і злочинців. У тому самому документі ДПУ відзначає, що 94 433 селяни вже покинули територію України у проміжку з 15 грудня 1932 по 2 січня 1933 року (дані щодо 215 районів із 484 і Молдавської АРСР). За підрахунками, в результаті цієї політики було приблизно 150 000 випадків смерті, а один історик твердить, що ці смерті становлять злочин проти людяності.
У грудні 1932 року влада ввела нові документи, що посвідчують особу, та обов'язкову реєстрацію для громадян. Спочатку зона дії нових посвідчень особи та обов'язкової реєстрації громадян обмежувалася Москвою, Ленінградом (у радіусі 100 км) і Харковом (у радіусі 50 км). Ці нові заходи планували запровадити в червні 1933 р. В Україні запровадження паспортної системи повинно було відбутися до кінця 1933 року, у першу чергу в Харкові, Києві та Одесі.
Директивами від 22 січня 1933 (за підписом Молотова і Сталіна) та від 23 січня 1933 року (спільна директива ЦК ВКП(б) і Раднаркому) було накладено спеціальну заборону на поїздки з України та Північно-Кавказького краю. 16 лютого 1933 ті самі заходи застосовано і до Нижньо-Волзького краю (див. Жовтий Клин). Після лютого директиви відзначали, що поїздки з цих областей «по хліб» організовували вороги Радянського Союзу з метою агітації в північних районах СРСР проти колгоспів, але це не було припинено. Тому залізничні квитки належало продавати тільки за дозволами виконкомів, а тих, хто вже дістався півночі, слід було заарештовувати.

### Інформаційна блокада
Деякі джерела стверджують, що радянський режим протидіяв проникненню звісток про голод у зовнішній світ, тим самим перешкоджаючи зарубіжним джерелам надати допомогу, щоб пом'якшити обставини і наслідки голоду. Дехто відзначає, що те ж саме відбувалося під час голоду 1921–1923 років в СРСР. Що стосується цього ранішого голоду, то деякі дослідники кажуть, що початкові радянські прохання про допомогу на початку осені 1921 року наштовхнулися у європейських країнах на відмову, а та допомога, яку, кінець кінцем, було надано, не надходила чотири-п'ять місяців, тому радянська влада, можливо, не очікувала, що зовнішній світ прийде на поміч у цьому новому випадку.
23 лютого 1933 Політбюро ЦК прийняло постанову, якою вимагалося від зарубіжних журналістів перед виїздом у постраждалі райони звертатися по дозволи на поїздку у Головне управління міліції. Крім того, Радянський уряд заперечив початкові повідомлення про голод (але погодився з відомостями про недоїдання), при цьому перепиняючи іноземним журналістам шлях до тих місцевостей. Водночас, не було ніяких переконливих доказів заходів з інформаційної блокади щодо значної кількості іноземних фахівців (інженерів, робітників і т. ін.), які працювали на будівельних майданчиках на українській території.
Наприклад, один із особистих секретарів Девіда Ллойда Джорджа Гарет Джонс поїздив кілька днів у середині березня «всіма двадцятьма селами, і не тільки в Україні, але і в чорноземній зоні, як і в Московській області, а також… Я спав у хатах селян, і не відразу виїжджав у сусіднє село».[джерело?] Він побував у прилеглій до Харкова (столиці Радянської України) сільській місцевості, провів там кілька днів і попри те, що сам він не побачив мертвих людей або тварин, повідомляв, «що в Радянському Союзі голод».[джерело?]
23 серпня 1933 року іноземних кореспондентів в індивідуальному порядку попередили у відділі преси МЗС СРСР, щоб вони не намагалися їздити в ті місцевості або в інші місця в Радянському Союзі без попереднього отримання офіційного дозволу. Радянське зовнішньополітичне відомство без пояснення причин відмовило в дозволі кореспондентові «Christian Science Monitor» Вільяму Генрі Чемберліну відвідати основні сільськогосподарські області Північного Кавказу і України, щоб поспостерігати там за жнивами. З травня–липня 1933 року здійснювати поїздки в Україну було заборонено двом іншим американським кореспондентам. У вересні 1933 такі обмеження пом'якшили.
Вчені, які провели дослідження розсекречених архівів, повідомили, що «Політбюро і обкоми партії наполягали на тому, що у відповідь на голод вжито негайних і рішучих заходів таким чином, щоб „сумлінні хлібороби“ не постраждали, а райкомам партії було спущено вказівку дати кожній дитині молоко і постановлено, що ті, хто не спромігся мобілізувати ресурси, щоб нагодувати голодних, або відмовив у госпіталізації жертвам голоду, будуть притягнуті до відповідальності».
Під кінець 1933 року на основі даних, зібраних шляхом негласного розслідування і фотографій богемсько-австрійський кардинал Теодор Інніцер розпочав інформаційно-просвітницьку кампанію на Заході щодо масових смертей людей від голоду і періодичних випадків людоїдства, які відбувалися в Україні та на Північному Кавказі в той час.

### Відмова в наданні допомоги жертвам голоду

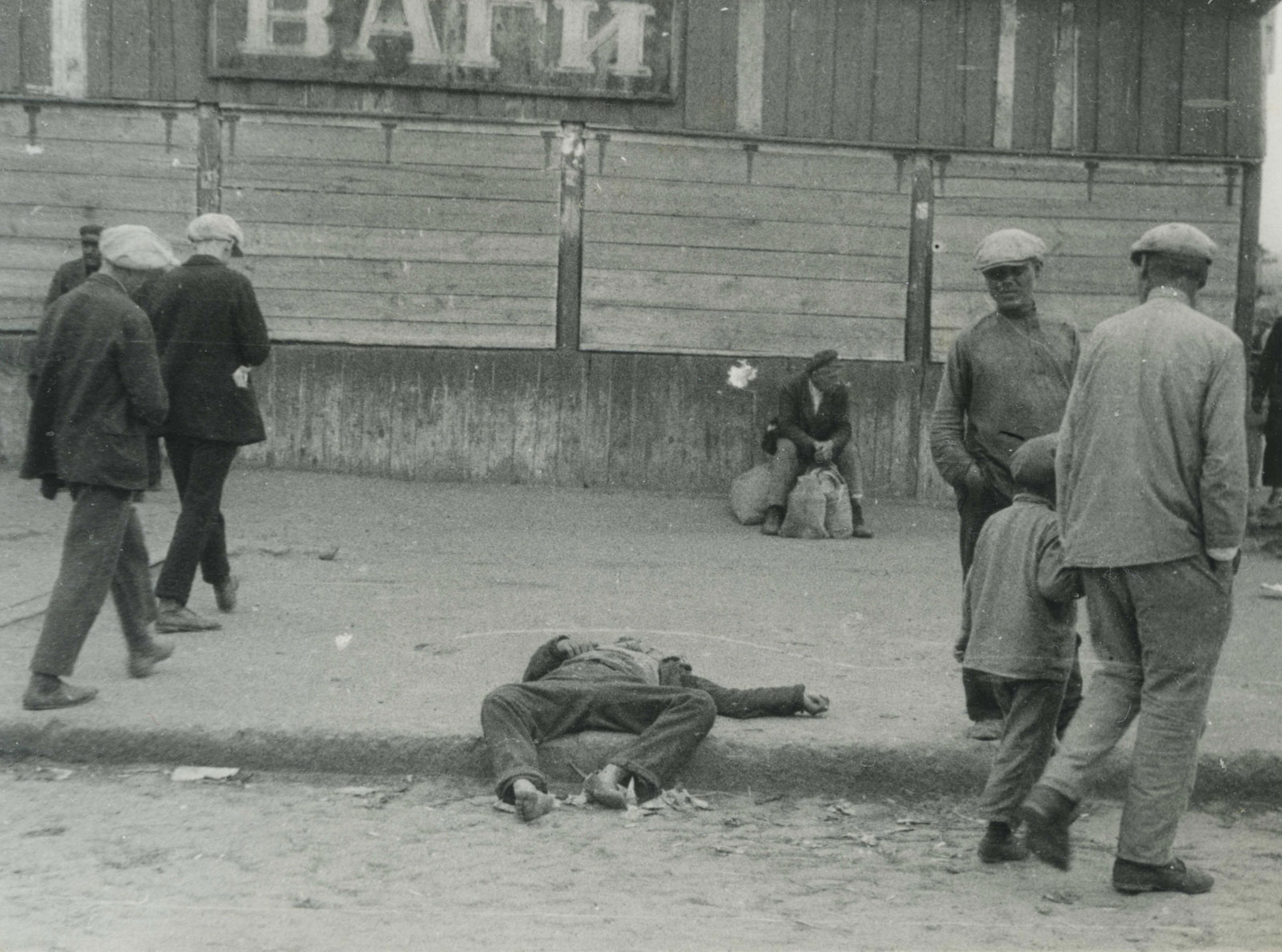
Вулиця в Харкові, 1932. Світлина Александра Вінерберґера

Деякі джерела засвідчують, що, всупереч проханням про допомогу і підтвердженій із місць обстановці голоду, московська влада відмовилася надати допомогу. Дехто з дослідників твердить, що допомога надавалася тільки протягом літа. Перші повідомлення українській ДПУ і обласним органам влади про недоїдання і голод у сільських районах і містах (постачання яких було нижчим за норму через недавно введену карткову систему) датуються серединою січня 1933. Однак перша продовольча допомога, відправлена центральною радянською владою для Одеської та Дніпропетровської областей (400 тис. пудів або 6 600 тонн по 200 тис. пудів або 3 300 тонн на область), з'явилася вже 7 лютого 1933. Задля локалізації цих випадків запроваджувалися заходи з використанням наявних на місцях ресурсів. У міру зростання кількості таких повідомлень ЦК КП(б)У видав постанову від 8 лютого 1933 року, яка закликала колгоспи, райони, міста, і області розглядати всі «випадки голоду» невідкладно і з максимальною мобілізацією ресурсів. Постанова встановлювала семиденний строк для продовольчої допомоги, яку потрібно було надавати з «центральних джерел». 20 лютого 1933 року Дніпропетровська область одержала 1,2 млн пудів продовольчої допомоги, Одеська — 800 тис., а Харківська — 300 тисяч. Київській області станом на 18 березня було виділено 6 млн пудів. Українські органи влади також надавали допомогу, але вона обмежувалася наявними ресурсами. З метою надання допомоги дітям-сиротам, українське ДПУ і Народний комісаріат охорони здоров'я створили спеціальну комісію, яка заснувала мережу дитячих садків, де діти могли б одержати їжу. Міські райони, які переживали нестачу продовольства, прив'язувалися до карткової системи. 20 березня 1933 року Сталін підписав указ, який знизив щомісячний збір за мливо в Україні на 14 тис. тонн, які повинні були перерозподілити як додаткове джерело хліба для «учнів, малих міст і малих підприємств у великих містах, а особливо в Києві». Проте розподіл продовольчої допомоги проводився неефективно, а обласні та місцеві органи влади погано її перерозподіляли.
Після першої хвилі голоду в лютому і березні українська влада зіткнулася з другою хвилею голодування і голодного мору в квітні і травні, особливо в Київській і Харківській областях. Становище погіршувала затяжна зима.
З лютого по червень 1933 року на підставі тридцятьох п'ятьох рішень Політбюро і постанов Раднаркому видано в цілому 35,19 млн пудів (576 400 т.), або більш ніж половину загального обсягу допомоги радянському сільському господарству загалом. Узимку і навесні 1933 року центральна радянська влада надала 1,1 млн т. — зерно і насіння для селян Української РСР, колгоспів і радгоспів. Ці цифри не включали допомоги збіжжям і борошном, наданої міському населенню і дітям, або допомоги з місцевих джерел. У Росії Сталін особисто дозволив розподіл допомоги у відповідь на прохання Шолохова, рідний район якого потерпів. Однак Сталін пізніше відчитав Шолохова за невизнання «саботажу» в його районі. Це був єдиний випадок, коли було зазначено конкретний обсяг допомоги конкретному районові. Інші заклики були безуспішними, а багато відчайдушних благань не було задоволено сповна або й відхилено.
Спеціальна постанова ЦК КП(б)У щодо Київської області від 31 березня 1933 року передбачала поліпшення харчування селян у межах наявних ресурсів, з тим щоб їх могли якомога швидше вислати в поле сіяти новий урожай. Харчі роздавали за спеціальними постановами державних органів, а у полі, де працювали робітники, їх годували додатково.
Останнє рішення Політбюро ЦК КПРС на тему продовольчої допомоги всій Українській РСР було винесено 13 червня 1933. До кінця червня — початку липня 1933 року з'явилися окремі розпорядження про продовольчу допомогу для областей України, таких як Дніпропетровська, Вінницька і Київська. Для колгоспів Харківської області було надано допомогу до кінця липня 1933 (рішення Політбюро від 20 липня 1933 р.).

### Посилений експорт зерна та інших продуктів харчування
У деяких публікаціях стверджується, що після визнання голоду в Україні через посуху і неврожаї Радянський уряд продовжував експортувати зерно, замість того, щоб залишити врожай у країні і нагодувати власних громадян, хоча й помітно знизив обсяг експорту, за офіційно опублікованими даними. В 1930–1931 рр. було вивезено закордон 5 832 000 тонн збіжжя. В 1931–1932 рр. експорт зерна скоротився до 4,786,000 тонн. У 1932–1933 рр. експорт зерна становив лише 1 607 000 т., а в 1933–1934 рр. він далі знизився до 1 441 000 т. Офіційно опубліковані дані дещо різняться:
Зернові культури (в тоннах):
- 1930 – 4 846 024
- 1931 – 5 182 835
- 1932 – 1 819 114 (~750 000 у першій половині 1932 р.; з кінця квітня ~157 000 т. зерна було також імпортовано)
- 1933 – 1 771 364 (~220 000 у першій половині 1933;[60] з кінця березня зерно було також імпортовано[61])

Тільки пшениця (в тоннах):
- 1930 – 2 530 953
- 1931 – 2 498 958
- 1932 – 550 917
- 1933 – 748 248

У 1932 році через українські торговельні порти було експортовано у такій кількості: 988 300 тонн зерна і 16 500 тонн інших видів зернових. У 1933 році загальна кількість становила: 809 600 тонн зерна, 2 600 тонн інших зернових, 3 500 тонн м'яса, 400 тонн вершкового масла і 2 500 тонн риби. Ті ж самі порти імпортовані таку кількість: менш ніж 67 200 тонн зерна і зернових у 1932 році, і 8 600 тонн збіжжя в 1933 році.
Інші радянські порти подають такі цифри: 1932 року — 164 000 т. зерна, 7 300 т. інших зернових і не більш ніж 177 000 т. м'яса і масла; 1933 року — 230 000 т. збіжжя, 15 300 т. інших зернових, 100 т. м'яса, 900 т. масла і 34 300 т. риби.
Майкл Еллман заявляє, що в 1932–1933 роках експорт зерна становив 1,8 млн тонн, чого було б досить, щоб прогодувати 5 млн осіб протягом одного року.

### Ліквідація української культурної еліти
Наукові дослідники виявили, що голод 1932–1933 рр. трапився слідом за наступом на українську національну культуру, розпочатим у 1928. Події 1932–1933 рр. в Україні радянські комуністичні вожді бачили як інструмент протидії українському самовизначенню. На ХІІ з'їзді КП(б)У призначений Москвою керівник Павло Постишев заявив, що «1933 рік був роком розгрому української націоналістичної контрреволюції». Цей «розгром» охоплював не тільки фізичне винищення значної частки українського селянства, а й масові ув'язнення або страти українських інтелектуалів, письменників і художників.
До кінця 1930-х років приблизно чотири п'ятих української культурної еліти було ліквідовано. Дехто з них, як, приміром, український письменник Микола Хвильовий, наклали на себе руки. Один з провідних більшовиків України Микола Скрипник, який відповідав за десятирічну програму українізацію, якій було рішуче покладено край, застрелився влітку 1933 року в самий розпал чистки в лавах КП(б)У. Цілі наукові організації, такі як Інститут історії української культури імені Багалія, були закриті після арештів серед співробітників.
Репресії проти інтелігенції ставалися практично в усіх куточках Радянського Союзу.
Незважаючи на фактичну війну з усім українським, даний українізацією поштовх проявляв свої наслідки в освіті і видавничій справі республіки ще багато років. У 1935–1936 рр. 83 % всіх дітей шкільного віку в Українській РСР навчалися українською мовою, українці ж тоді становили близько 80 % населення. У 1936 році з 1 830 газет 1 402 були українською мовою, це стосується і 177 журналів, в тому ж році було видано 69 тис. українських книжок.

### Умисна націленість на українців
Постанова ЦК ВКП(б) і уряду СРСР з кремлівських архівів щодо геноциду українців в УСРР шляхом голодомору і деукраїнізації не оприлюднена, але щодо Кубані така постанова під час «перебудови» була випадково розсекречена. Як пише історик Єльського університету Тімоті Снайдер у своїй книзі «Криваві землі: Європа між Гітлером і Сталіним» (2010), хоча голод, викликаний колективізацією, лютував в 1932 році у багатьох частинах Радянського Союзу, майже виключно в Україні наприкінці 1932 і в 1933 роках ухвалювали окрему, особливу смертоносну політику. Снайдер перелічує сім найважливіших політичних прийомів, які застосовувалися тільки або здебільшого в радянській Україні. Він зазначає: «Кожен з них може здаватися болезаспокійливим адміністративним заходом, і кожен з них у той час було, безумовно, представлено як такий, а втім, кожен з них мав убивати»:
1. З 18 листопада 1932 від селян з України вимагали повернути додаткове зерно, яке вони раніше заробили за виконання поставлених завдань. У ці райони відряджалися міліціонери і партійні бригади з метою відшукати і відібрати будь-який споживок.
2. Двома днями пізніше ухвалили закон, що приневолював селян, які не могли виконати свої норми хлібоздачі, здати всю домашню худобу, яку вони мали.
3. Вісім днів по тому колгоспи, які не впоралися зі своїми планами хлібозаготівлі, заносилися на «чорні дошки», що змушувало їх здавати свою норму 15 разів. Ці господарства силами партійних активістів садовили на «голодний пайок» (відлучали від будь-якої можливої їжі). Занесені на «чорну дошку» не мали права торгувати або отримувати будь-якого роду поставки і ставали зонами смерті.
4. 5 грудня 1932 року начальник служби безпеки Сталіна подав обґрунтування для залякування українських партійних чиновників, щоб ті збирали зерно. Відмову кого-небудь виконувати свою роль у хлібозаготівлях для держави було прийнято вважати державною зрадою.
5. У листопаді 1932 року від України зажадали забезпечити третину збору зерна всього Радянського Союзу, а Каганович заявив, що Радянська держава «люто» боротиметься за виконання плану.
6. У січні 1933 було перекрито кордони Української РСР з метою запобігти втечам українських селян в інші республіки. До кінця лютого 1933 року близько 190 000 українських селян було спіймано при спробі втекти з України і силоміць повернуто у свої села вмирати з голоду.
7. Збір зерна тривав навіть після того, як наприкінці січня 1933 року було виконано річний план реквізицій 1932 року.[68]

Нещодавній, удостоєний нагород документальний фільм «Окрадена земля» (2011) канадсько-українського режисера Юрія Лугового представляє докази на користь тієї думки, що Сталін і його поплічники по комуністичному режимові (не обов'язково російський народ загалом) свідомо обрали українців ціллю масового голоду 1932—1933. Сталінський режим приступив до ліквідації інтелігенції України, насильної депортації українських куркулів, які противилися його політиці колективізації, а також зрежисерував цілеспрямований мор голодом українців скрізь, де тільки їх знаходили по всій радянській імперії. Цей документальний фільм зміцнив упевненість у тому, що Голодомор був дійсно актом геноциду.

## Наслідки колективізації

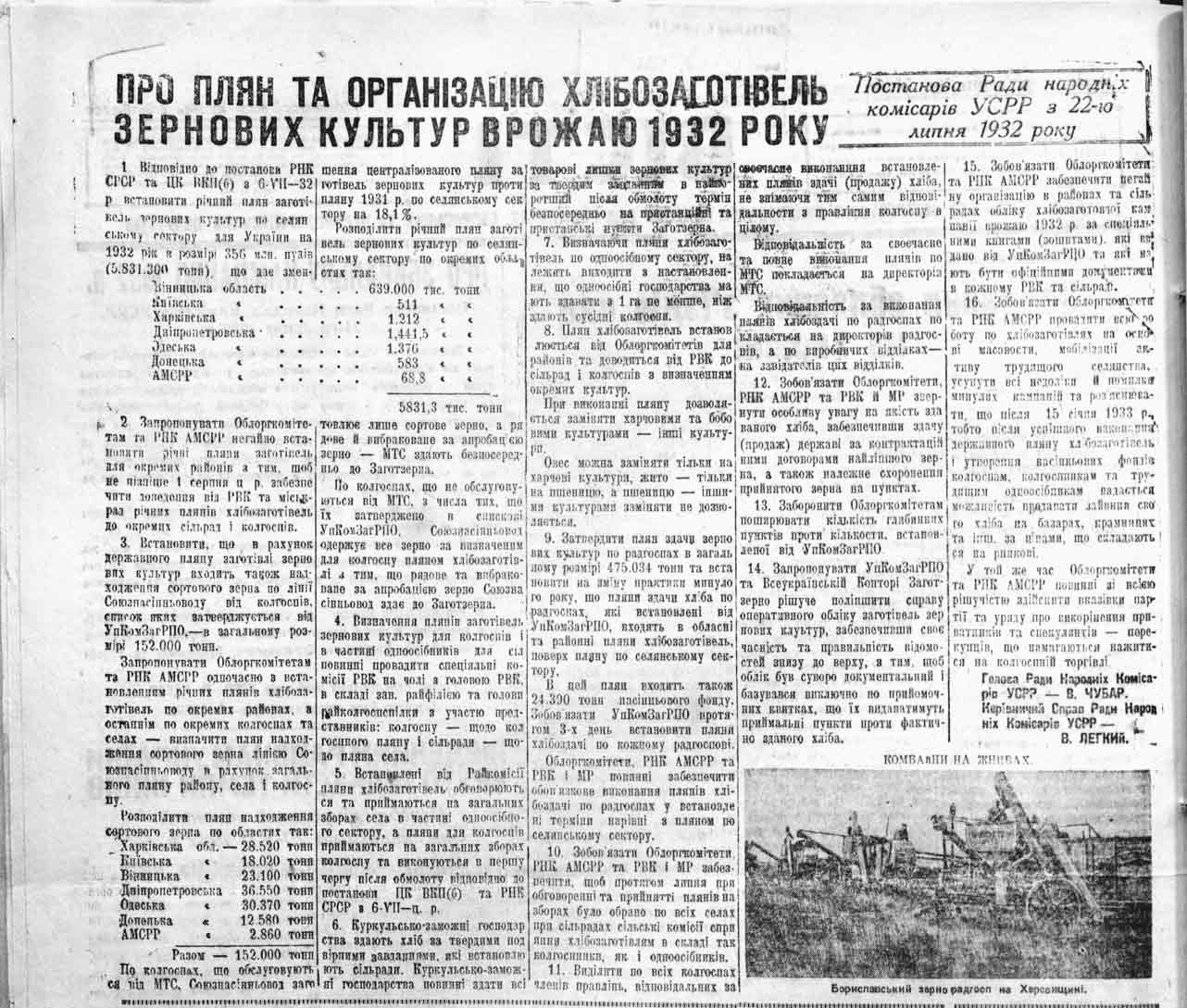
Стаття з радянської газети з першим варіантом плану хлібозаготівель на 1932 рік для колгоспів і селян — 5 831,3 тис. тонн + радгоспи 475 034 тонн

## Природні причини
Із 1983 радянські джерела як головну причину Голодомору згадували посуху. Це пояснення видозмінив західний історик д-р Марк Таугер, який дійшов висновку, що голод в основі своїй не був  «рукотворним». Він каже, що причиною голоду була не скільки посуха, стільки сажкові хвороби зернових. Найбільше, що можна сказати про роль людського фактору, це те, що збитки від посухи, нестача робочої сили, системні економічні проблеми, бездарне управління і селянський опір загострили вже наявні наслідки такого природного лиха, як недорід.
1932 року в деяких областях надзвичайно суха погода знизила урожайність, а в більшості інших незвично волога і вогка погода сприяла нечуваному зараженню. Ці умови знизили потенційний урожай, як і посуха в 1931 році. Посуха, дощі і зараза знищили щонайменше 20% врожаю, і цього самого вже було б достатньо, щоб викликати серйозні перебої у постачанні продовольства або навіть голод. Історик Марк Таугер вважає, що якби ці фактори не розвинулися в 1931 і 1932 роках, обсяг сільськогосподарської продукції був би значно більшим.
Посуха була не такою страшною, як у 1936 році, коли голоду не було, а раніша посуха зосереджувалася за межами України, як свідчить провідний радянський орган з питань посух. Першопричиною суттєвого неврожаю 1932–1933 рр. була рослинна іржа, а не посуха. Проте 1931 року була сильна посуха, яка викликала значне зниження врожайності, тоді як зменшення врожаю 1936 року не було настільки катастрофічним. Історик Джеймс Мейс писав, що аргумент Марка Таугера «не сприймається всерйоз ні росіянами, ні українцями, які вивчали цю тему.» На додачу, Стівен Віткрофт, автор «Років голоду», твердить, що погляд Таугера представляє протилежну крайність, яка доводить, що голод був абсолютно випадковим.

### Загальні негаразди радгоспів 1932 року
Після труднощів зі збором збіжжя в 1927 і 1928 роках Сталін розпорядився про створення державних зернових і м'ясних підприємств — радгоспів, які, згідно з його первісним баченням, повинні були поставити в 1932 р. понад 100 млн пудів зерна.  Проте 1932 року їхні виробничі результати виявилися провальними через погане загальне і сільськогосподарське управління та планування, незважаючи на значний (порівняно з колгоспами) ступінь використання сучасних сільськогосподарських механізмів (сільськогосподарських тракторів, комбайнів тощо). Основною причиною низької продуктивності було те, що пшеницю постійно сіяли, починаючи з 1929 року, на одних і тих самих площах без застосування добрив. Радгоспи також страждали від нестачі робочої сили та інфраструктури (дороги, елеватори тощо). Втрати під час жнив були надзвичайно високі. Таким чином, замість очікуваних 290 мільйонів пудів (понад 5 млн т.) в 1932 році радгоспи виробили у 5 разів менше, тоді як справи з домашньою худобою стояли ще гірше. Станом на 20 липня 1932, радгоспи Української РСР освоїли 16% від визначеної посівної площі.

### Примітивне ведення сільського господарства
Ще одним чинником падіння врожаїв була нестача тяглової сили для оранки і жнивування, яка була ще гострішою в 1932 році, ніж у попередньому. Чисельність робочих коней зменшилася з 19,5 млн станом на 1 липня 1931 року до 16,2 млн станом на 1 липня 1932 року. Зусилля замінити коней тракторами не привели до компенсації цієї втрати. У 1931 році загальна потужність поставлених тракторів для сільського господарства становила 578 000 к. с., де 393 000 к. с. припадали на вітчизняні машини, а 578 000 к. с. на імпортовані. Але 1932 року через кризу зовнішньої торгівлі і розгортання вітчизняного виробництва трактори не імпортували. У цілому за 1932 рік трактори, поставлені в сільське господарство, налічували 679 000 к. с., що було значно менше, ніж 1931 року. Тільки близько половини своєчасно надійшли в розпорядження для збору врожаю, і ще менше були вчасно доступними для весняної сівби. Тягова сила тварин поступалася в якості. Коней годували і доглядали ще більш недостатньо, ніж у попередньому році. Гостра нестача коней призвела до рішення залучити як робочих тварин корів. За словами одного радянського урядовця в одній із найбільш потерпілої від голоду області — Дніпропетровської, «у 1932 році ми залучаємо до роботи тільки 9 000 корів, але в 1933 році ми залучаємо не менш ніж 3/4 від їхньої загальної кількості; 57 000 залучених до сівби». 23 лютого партбюро Нижньо-Волзького обкому постановило використати 200 000 корів для виконання польових робіт.